# Dramaturgo
Um dramaturgo (do grego antigo δραματουργός/dramatourgós) é um conselheiro literário ou editor em uma companhia de teatro, ópera ou cinema que pesquisa, seleciona, adapta, edita e interpreta roteiros, livretos, textos e programas (ou ajuda outras pessoas nessas tarefas), consulta autores e faz trabalho de relações públicas. Sua atual função foi originada pelas inovações de Gotthold Ephraim Lessing, um dramaturgo, filósofo e teórico do teatro alemão do século XVIII.

## Responsabilidades
Uma das contribuições do dramaturgo é categorizar e discutir os vários tipos de peças ou óperas, suas interconexões e seus estilos. As responsabilidades de um dramaturgo variam de uma companhia de teatro ou ópera para outra. Elas podem incluir a contratação de atores, o desenvolvimento de uma temporada de peças ou óperas com um senso de coerência entre elas, a assistência e a edição de novas peças ou óperas por dramaturgos ou compositores residentes ou convidados, a criação de programas ou serviços educacionais de acompanhamento, a ajuda ao diretor nos ensaios e a atuação como elucidador da história ou porta-voz de dramaturgos ou compositores falecidos ou ausentes. Em teatros ou casas de ópera maiores, o dramaturgo trabalha na pesquisa histórica e cultural da peça ou ópera e seu cenário. Nas companhias de teatro, um dramaturgo cria um livro de exercícios para o diretor e outro para os atores e trabalha extensivamente com o diretor antes do primeiro ensaio.

## Histórico

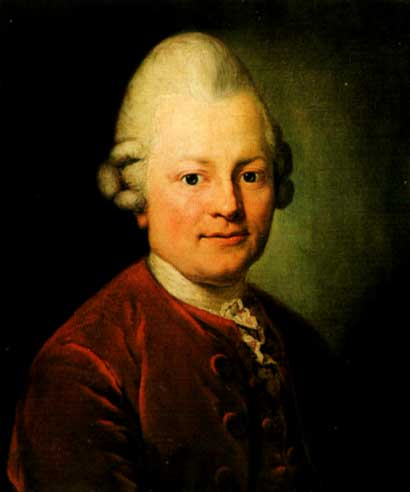
Gotthold Ephraim Lessing

Gotthold Ephraim Lessing foi contratado pelo Teatro Nacional de Hamburgo em 1767 para atuar como crítico de peças e atuação no teatro, um cargo que mais tarde seria chamado de dramaturgo. Com o passar do tempo, esse cargo cresceu e se tornou o que é hoje, abrangendo uma ampla variedade de tarefas desempenhadas pelos dramaturgos modernos.

## Discrepâncias em relação à definição
A definição moderna de dramaturgo é frequentemente debatida quanto às tarefas específicas desse trabalho, com alguns definindo-o como a ponte entre o diretor e os atores, outros definindo-o como alguém que determina o significado de peças e espetáculos para os atores, e outros afirmando que nem mesmo eles têm uma definição completa para seu trabalho. Essa discrepância entre os dramaturgos provavelmente se deve à falta de uma definição histórica oficial e à grande variedade de tarefas nas quais os dramaturgos podem ser solicitados a trabalhar, dependendo do teatro, do diretor, do espetáculo que está sendo produzido e dos atores. Como Gotthold Ephraim Lessing não criou uma definição oficial para seu próprio cargo no teatro nacional de Hamburgo, os dramaturgos modernos têm de determinar suas tarefas com base no que Lessing fez durante sua carreira e se adaptar às necessidades atuais do teatro moderno.

## Crescimento recente no número de dramaturgos
Desde o ano 2000, o número de dramaturgos trabalhando em todo o mundo aumentou, embora esse continue sendo um trabalho bastante raro. Em 2000, 400 dramaturgos foram registrados como ativos nos Estados Unidos, e esse número está crescendo. Há várias causas possíveis para esse crescimento, mas alguns dramaturgos atribuem o crescimento ao fato de que a dramaturgia combina dois estudos populares para jovens estudantes: as artes liberais e o teatro. No entanto, alguns dramaturgos estão preocupados com a possibilidade de desaceleração desse crescimento, devido à diminuição do número de peças modernas que estão sendo escritas.